# Tischendorfite
La tischendorfite è un minerale.